# داعش وإيران
دعمت إيران نظامي دمشق وبغداد ضد تنظيم داعش. وهي قدمت الدعم اللوجستي والتقني والمالي لسوريا، كما أرسلت بعض القوات المقاتلة الإيرانية لسوريا والعراق. شارك الحرس الإيراني في تحرير مناطق من التنظيم فی العراق. وقد كان له دور فی تنسيق العمليات العسكرية فی سورية لإستعادة المناطق التي سيطر عليها داعش.
هدد تنظيم داعش  بتدمير رموز الشيعة في سوريا والعراق وإيران، ومقابل ذلك هددت إيران بإتخاذ إجراءات عسكرية مباشرة.

## العمل العسكري الإيراني ضد داعش

### في سوريا
منذ بداية الحرب الأهلية السورية في عام 2011، دعمت إيران الحكومة السورية ضد المعارضة المسلحة بما في ذلك تنظيم داعش.

### في العراق
كانت إيران أول دولة تعهدت بتقديم المساعدة إلى العراق لمحاربة تنظيم داعش،  وبدأت بتقديم المساعدة في أوائل يونيو 2014 بعد هجوم الجماعات الارهابية على شمال العراق.
وقد اشاد الرئيس العراقي، فؤاد معصوم، الجمهورية الإسلامية على دعمها للعراق مبيناً أن إيران كانت «أول دولة قدمت السلاح للعراق لمحاربة الارهابيين التكفيريين».
لعب فيلق القدس دورا مهما في محاربة تنظيم داعش في العراق والشام،  وقد نُشرت صور لحضور قائد الفيلق الجنرال قاسم سليماني في جبهات القتال ضد داعش. 

## الموقف السياسي الإيراني
يصف المسؤولون الإيرانيون في تصريحاتهم الرسمية داعش بالإرهابيين. اعتبر وزير الخارجية الإيراني محمد جواد ظريف داعش شقيق ايديولوجي للقاعدة ملفتاً ان هذه الجماعة التي تسمي نفسها بالدولة الإسلامية «هي لادولة ولا إسلامية». كما وصفهم نائب سكرتير المجلس الاعلى للأمن القومي بانهم «جماعة ارهابية».
وقد اشار المرشد الأعلى في إيران علي خامنئي إلى أن المواجهة الجادة لإيران مع داعش هو نموذجا لإرادة الشعب الإيراني القوية وقد انتقد التدخل في العراق بقيادة الولايات المتحدة وقوة المهام المشتركة، مشيرا إلی أن أمريكا وحلفائها يكذبون ويزيفون الحقيقة بشأن مواجهة جماعة داعش الإرهابية، قائلاً:«كتب الأمريكان إلى وزارة الخارجية الإيرانية رسالة قالوا فيها إننا لا ندعم داعش، ولكن بعد بضعة أيام نشرت صور المساعدات الأمريكية لداعش.»
كما أن وسائل الإعلام الإيرانية الرسمية وشبه الرسمية مثل صحيفة إيران دايلي،  وقناة برس تي في التابعة لإذاعة جمهورية إيران الإسلامية، ووكالات الأنباء المرتبطة بالحرس الثوري الإيراني كوكالة أنباء فارس ووكالة تسنيم الدولية للأنباء،  أيضا تصف داعش بانها تنظيم إرهابي وتكفيري.

## تهديد داعش لإيران
إيران هي بلد ذات أغلبية شيعية، وانّ الشيعة هم مستهدفون بالقتل من قبل داعش باعتبارهم مرتدين.
وقد جاء في تقرير على موقع شبكة الخبر أن تنظيم داعش هدد بتدمير رموز الشيعة كما كتب في صفحته في تويتر:«أن هدفنا هو تدمير رموز الشرك في النجف وسامراء وكربلاء، و بعد تدمير الرموز في العراق سنأتي لهدم مشهد في إيران.» لكن في رد فعل، هددت إيران بإتخاذ إجراءات مباشرة وقال مسؤول عسكري إيراني أن المواقع الشيعية في العراق، خطوط حمراء للجمهورية الإسلامية الإيرانية وهدد التنظيم بالعمل العسكري المباشر.
في أيلول / سبتمبر 2014، نقلت صحيفة «الجمهورية الإسلامية» الإيرانية عن صحيفة «هادانا» أن «أجهزة الأمن الإيرانية ألقت  القبض على عناصر داعش منهم شخص ملقب من قبل داعش بأمير إيران».ولم تذكر التقارير أي معلومات عن هوياتهم أو الاماكن التي تم اعتقالهم فيها.
كما أعلن وزير الداخلية الإيراني عبد الرضا رحماني فضلي في الشهر نفسه، أن إيران ألقت القبض على عدة أشخاص  يشتبه بأنهم أعضاء في تنظيم داعش حاولوا دخول إيران. وقال ان اثنين أو ثلاثة منهم اعترفوا بان «دخولهم إلی إيران كانت مخططة من قبل التنظيم».
وفي 7 يونيو 2017، أعلن تنظيم داعش عن مسؤوليته عن الهجومين الذين استهدفا البرلمان الإيراني وضريح الخميني. وهي أول هجمات نفذها تنظيم داعش داخل حدود إيران والتي أسفرت عن مقتل 16 شخصا. وقد ردت إيران علی هذه الهجمات بإطلاق صواريخ بالستية على مواقع التنظيم في دير الزور.

## المواطنون الإيرانيون وتنظيم داعش
أعربت مجلة مكتب طهران عن تأييد الشعب الإيراني للعمليات العسكرية الإيرانية ضد تنظيم داعش.
ووفقا لقناة الجزيرة، إن مئات الأكراد الإيرانيين السنة عبروا الحدود الإيرانية العراقية لمحاربة تنظيم داعش، وقد انضم معظمهم إلى مقاتلي كردستان العراق المعروفين باسم قوات البيشمركة.

## إعلان إيران نهاية دولة داعش
في 21 نوفمبر 2017 وجّه قائد فيلق القدس التابع للحرس الثوري الإيراني الجنرال قاسم سليماني، رسالة إلى المرشد الأعلى للثورة الإسلامية في إيران علي خامنئي، يعلمه فيها ب«اجتثاث» تنظيم الدولة الإسلامية (داعش) بعد السيطرة على مدينة البوكمال السورية. قائلًا «بصفتي جنديّاً مكلّفاً من جانب سماحتكم في هذا الميدان ومع إنجاز عمليات تحرير البوكمال آخر قلاع داعش... أعلن اجتثاث هذه الشجرة الخبيثة الملعونة نيابة عن جميع القادة والمجاهدين المجهولين في هذه الساحة وآلاف الشهداء والجرحى الإيرانيين، العراقيين، السوريين، اللبنانيين، الأفغان والباكستانيين المدافعين عن المقدسات». كما أعلن الرئيس الإيراني حسن روحاني في كلمة نقلها التلفزيون الرسمي على الهواء مباشرة في اليوم نفسه نهاية تنظيم الدولة الإسلامية. وقال روحاني: «أشكر جميع المدافعين عن الإسلام ودبلوماسيي البلاد والحكومة والأمة والقوات المسلحة وكذلك شعوب إيران والعراق وسوريا ولبنان لأنها وضعت حدا للتنظيم الذي لم يحمل إلا الشر والشدائد وقتل الناس والأضرار والبربرية». أما رئيس مجلس الشورى الإسلامي في إيران علي لاريجاني فشدد على أن تنظيم داعش تم شطبه من العراق وسوريا، وقال: «هذا إنجاز مهم للاستقرار والأمن في العالم كله».
كذلك في 22 نوفمبر أصدرت وزارة الخارجية الإيرانية بيانًا حول ما وصفته ب«انتهاء دولة داعش المزعومة والإرهابية» مشيرةً إلى أن فصلا جديدا من فصول التحولات قد بدأت في منطقة غرب آسيا بعد تعاون قوى المقاومة مع دول المنطقة في محاربة الإرهاب والتطرف والجرائم الإنسانية بما يضع العالم أمام تجربة تاريخية في هذا المجال.